# Enterrement sous les gouttières

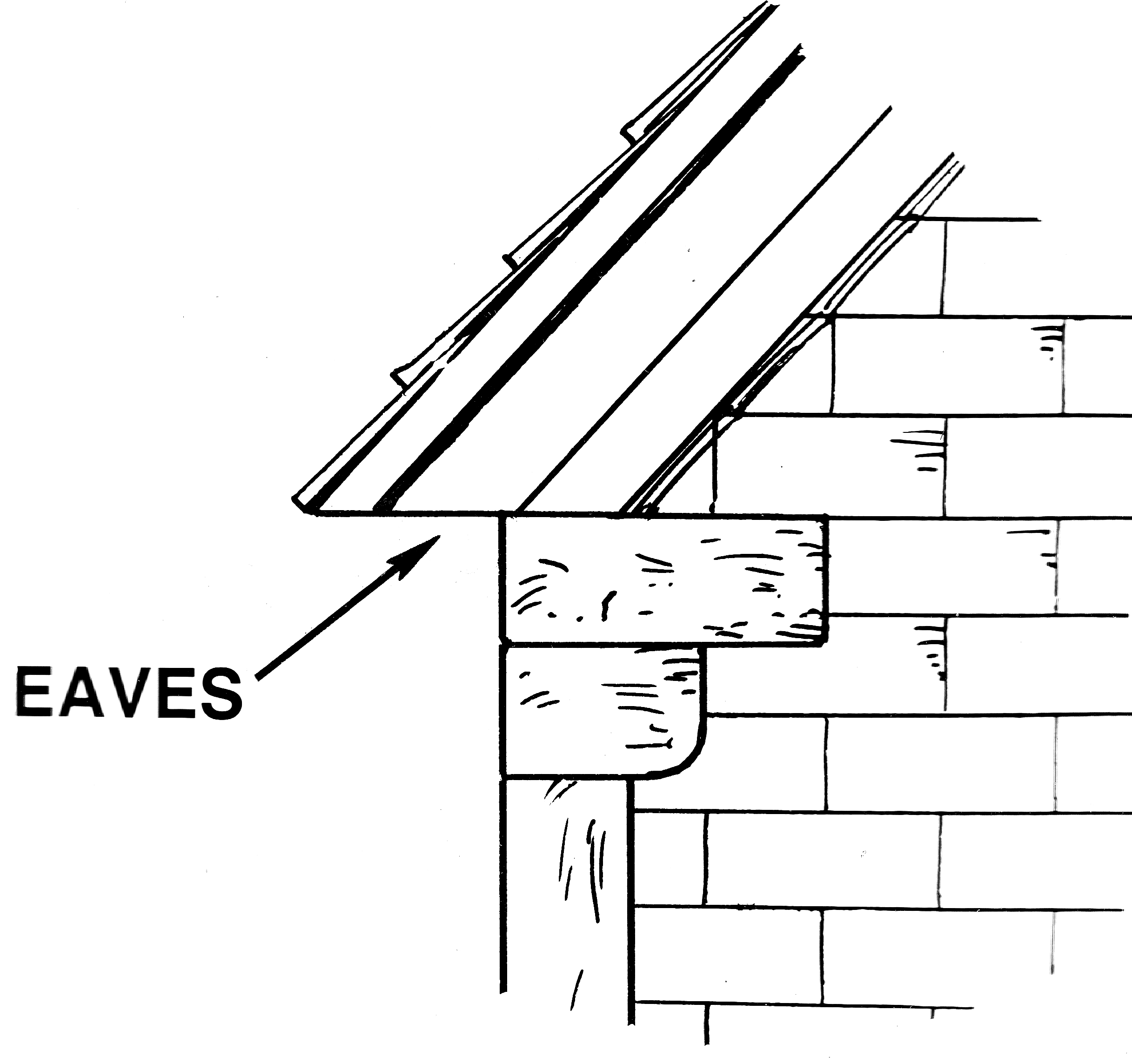
L'avant-toit (Eaves en anglais) donne son nom à cet espace sépulcral particulier (Eaves-drip, littéralement chute d'avant-toit ou chute de gouttière).

 (janvier 2024).
L'enterrement sous les gouttières ou enterrement sous l'avant-toit (en anglais Eaves-drip burial) est une coutume funéraire médiévale de Grande-Bretagne consistant à enterrer les nourrissons et les jeunes enfants à côté des fondations des bâtiments dans le cimetière, sous l'avancée du toit débordant du mur.
Des pratiques similaires sont observées par les chercheurs dans d’autres régions de l’Europe médiévale.

## Histoire
Les enterrements sous les gouttières consistent à enterrer les nourrissons et les jeunes enfants à côté des fondations du cimetière (là où tombe l'eau du toit). Cette pratique est attestée du VIIe au XIIe siècle dans toute la Grande-Bretagne. Cette coutume d'origine paléochrétienne a été identifiée pour la première fois lors de fouilles archéologiques menée entre 1977 et 1984 dans un cimetière anglo-saxon à Raunds Furnells, dans le Northamptonshire. Les archéologues y ont découvert un espace funéraire à moins de 1,5 m des fondations de l'église, contenant plusieurs tombes de nouveau-nés et de nourrissons de moins d'un an, serrées les unes à côtés des autres. Par la suite d'autres regroupements de tombes de nourrissons et de jeunes enfants ont été découvert à côté de murs d'églises à l'occasion de fouilles archéologiques,.
Selon l'archéologue Elizabeth Craig-Atkins, « l'explication la plus souvent avancée pour l'enterrement sous les gouttières est que la pluie tombant sur le toit de l'église serait transformée en eau bénite au contact d'un bâtiment sacré puis, tombant directement sur les zones de nouveau-nés et les enterrements d'enfants, leur fournirait une certaine forme de renforcement posthume du rituel du baptême ». Les enterrements sous les gouttières mettent en lumière les inquiétudes que les premiers chrétiens pouvaient avoir concernant l'au-delà et l'efficacité du baptême. La coutume de placer des tombes d'enfants sous les débordements de toiture n'a pas commencé avec les Anglo-Saxons. Plusieurs textes romains décrivent la coutume d'enterrer sous déports de toit les enfants qui n'avaient pas vécu plus de quarante jours. Tout au long de l'histoire, un traitement différentiel des nourrissons lors de l'enterrement a été observé dans toutes les régions d'Europe occidentale,, comme en témoignent les sanctuaires à répit en France, ou les cillini en Irlande.
Ces enterrements n'étaient pas pratiqués dans tous les cimetières médiévaux de Grande-Bretagne. Par ailleurs l'espace funéraire dédié contenait dans certains cimetières de jeunes enfants et un ou deux adultes. Il est possible que les adultes soient des femmes décédées en couches. Au début de l'utilisation du cimetière médiéval de Whithorn en Écosse, une zone située sous les avant-toits était utilisée uniquement pour les enterrements d'enfants. À la fin du VIIIe siècle, ce lieu de sépulture exclusif était réservé aux enfants jusqu'à l'âge de douze ans. Des recherches archéologiques ont également révélé le regroupement d'enfants à côté d'autres bâtiments et monuments que les églises dans l'enceinte de certains cimetières.

## Liste des sites de sépultures sous les gouttières

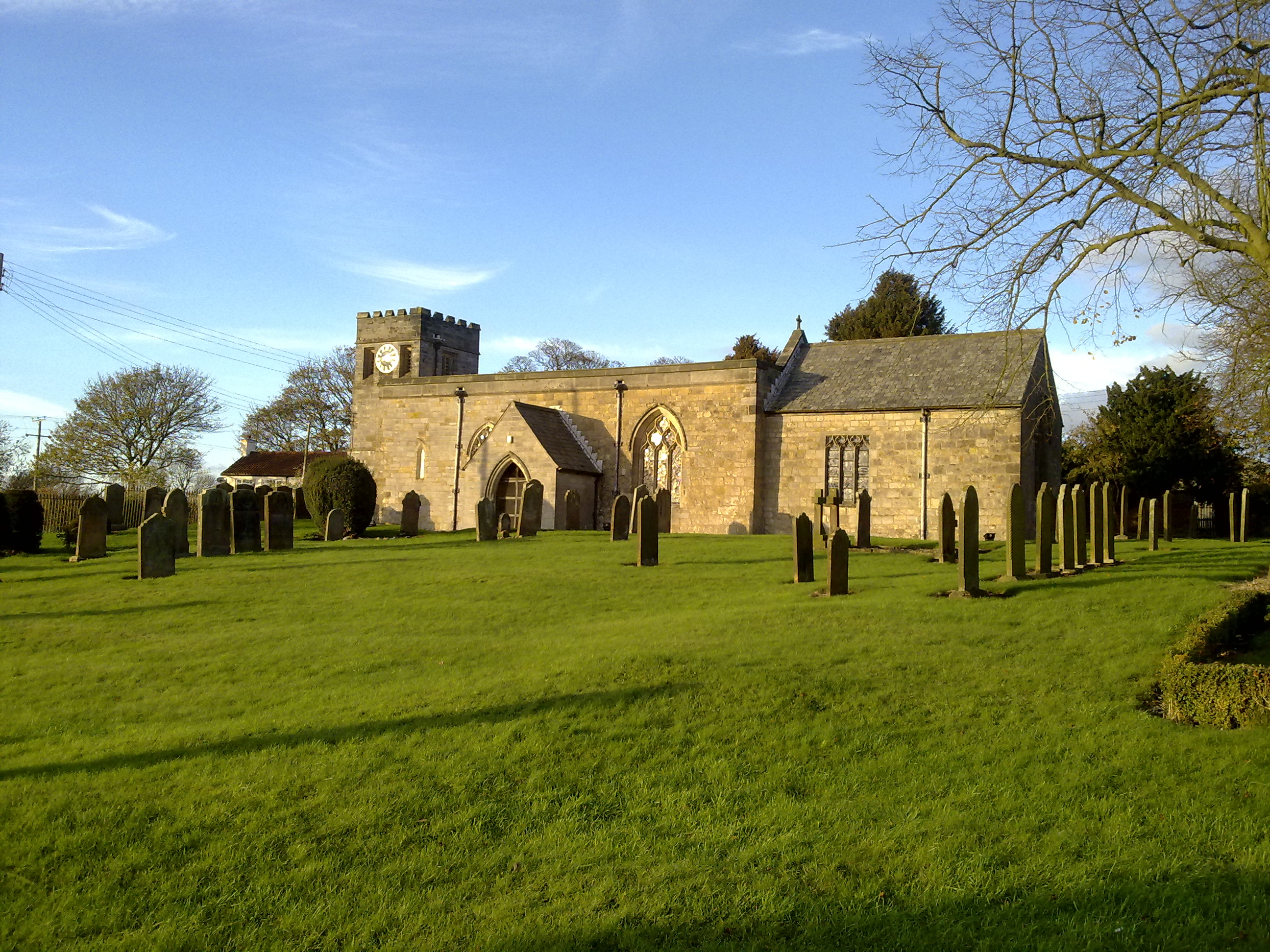
Église et cimetière de Thwing où la pratique de l'enterrement sous les gouttières a été identifiée.

- Castle Green, Herefordshire[2]
- Cherry Hinton, Cambridgeshire[2]
- Jarrow, Tyne et Wear[4]
- Pontefract, Yorkshire de l'Ouest[2]
- Raunds Furnells, Northamptonshire
- Spofforth, Yorkshire du Nord[2]
- Thwing, Yorkshire de l'Est[2]
- Whithorn, Dumfries et Galloway[4]
- Winchester, Hampshire[4]